# Баян ал-Анвар
Баян ал-Анвар (д/н — 1745) — 11-й султан Магінданао в 1702—1736 роках. Посмертне ім'я — Мупат Батуа.

## Життєпис
Син султана Абд ал-Рахмана. При народженні отримав ім'я Діпатуан. 1699 року після смерті останнього владу захопив стрийко — Кахар уд-Дін Куда. 1701 року повстав проти останнього разом з братом Мухаммад Джафар Садіком. Для протистояння з ними султан запросив допомогу в Шахаб уд-Діна, султана Сулу. Спочатку союзники мали успіх, але 1702 року через непорозуміння та власні амбіції погиркалися. Шахаб уд-Дін виступив проти Кахар уд-Діна, завдавши зрештою тому поразки біля столиці Сімуая, де султан Магінданао загинув. Трон перейшов до Баян ал-Анвара, що прийняв ім'я Джалал уд-Дін. Свого брату надав титул раджи Муда.
Переніс резиденцію до Слангану, а в столиці Сібуаї отаборився Мухаммад Джафар Садік. У 1710 році Баян ал-Анвар порушив деякі положення їхньої угоди, що призвело до повстання Джафара Садіка, який отримав допомогу від Голландської Ост-Індської компанії. Для збереження влади Баян ал-Анвар вимушений був зробити брата співсултаном.
В подальшому спрямував зусилля на протистояння голландцям і братові. Це дозволило у 1718 році іспанцям відновити форт Сан-Хосе, що отримав назву Замбоанг. 1733 року син султана — дату Малінуг — вбив свого стрийка Мухаммада Джафара Садіка, що дозволило Баян ал-Анвару об'єднати султанат. Втім проти нього повстав небіж Факір Хамза, якого підтримали голландці. 1736 року Баян ал-Анвар зрікся трону на користь сина Малінуга, що прийняв ім'я Тахир уд-Дін. Колишній султан помер 1745 року.